# Jeanne Moreau-Jousseaud
Jeanne Moreau-Jousseaud, née en 1882 à Saint-Gengoux-de-Scissé et morte en 1955 à Viré, est une romancière française.

## Biographie
Jeanne Moreau-Jousseaud a vécu entre Paris et le sud de la Bourgogne, où elle est née. Ses romans, écrits à Paris, Lugny et Viré,, ont parfois été inspirés par les endroits et personnes fréquentés, périodes historiques marquantes vécues, ainsi que certains membres de sa famille.
Jeanne Moreau-Jousseaud a écrit des romans, édités in extenso ou publiés parfois sous forme de feuilletons dans des journaux français et suisses.
Elle a collaboré avec :
- Henri Armengol (1884-1944), illustrateur pour Vous êtes si jolie et L'Infidèle
- Henri Manuel (1874-1947), photographe pour Le Fils du bandit, Sans amour, Pour son petit, Les Ronces du chemin, Beauté et Cruauté
- Georges Vallée (1884-1960), illustrateur pour Jolies Midinettes, L'Enfant maudit.

Les personnages des romans de Jeanne Moreau-Jousseaud sont parfois inspirés de personnalités de sa famille. Un exemple parmi d'autres, son neveu officier dans la vraie vie, parti en campagne au Maroc en 1911, puis habitant à Strasbourg rue Wimpheling entre les deux guerres, ayant une fille appelée Odile, ressemble aux personnages du capitaine d’Albret et aussi de Fabien, jeune officier qui part au Maroc, dans Tante Jeanne ou de Monsieur Champrosay, père d'Odile dans Odile et Hélène, personnage qui habite cette même rue Wimpheling.
Les Annales de l'Académie de Mâcon, société des arts, sciences, belles-lettres et d'agriculture, mentionnent dans une publication de 1936 un auteur qui « décrit, en un style limpide, quelques paysages de notre belle Bourgogne ».

## Renommée et récompenses
Elle est lauréate 1938 du Syndicat des journalistes et écrivains et de la « Jeune Académie »
Jeanne Moreau-Jousseaud est référencée aux États-Unis dans le Library of Congress catalog.
Certains des romans de Jeanne Moreau-Jousseaud sont publiés au Canada après avoir été « rejaquettés » (le « rejaquettage » étant une pratique des éditeurs québécois dans les années 1950, consistant à faire venir des romans populaires édités en France desquels on arrachait carrément les couvertures pour y brocher à la place une jaquette portant le nom de l'éditeur québécois). C'est le cas pour Le Larron d'honneur.

## Œuvre

### Romans et feuilletons
Liste non exhaustive des romans et feuilletons publiés de Jeanne Moreau-Jousseaud :
- L'Enfant maudit, Ferenczi & fils, 1920
- Le Duc de Chabreuse, Ferenczi & fils, 1929, roman dramatiqueMon livre favori, no 452
- La Vengeance de Ninetta, Ferenczi & fils, 1929, roman sentimentalMon livre favori, no 437
- Délivrée par l'amour, Ferenczi & fils, 1930
- Le Roman d'une nuit, Ferenczi & fils, 1930, roman sentimental
- Jolies midinettes, Ferenczi & fils, 1931
- Un drame secret, Ferenczi & fils, 1931, roman dramatique
- L'infidèle, Ferenczi & fils, 1931, roman sentimentalillustré par Henri Armengol (1884-1944)
- L'amour d'une femme, Ferenczi & fils, 1932
- Les amours d'un poète, Jules Tallandier
- Le Sacrifice de Jeannine, Ernest Flammarion, 1932coll. « Les Bons Romans »
- Unis dans la mort, Ferenczi & fils, 1932, roman sentimentalcoll. « Le Petit Roman », no 201
- Vous êtes si jolie, Ferenczi & fils, 1932, roman sentimentalillustré par Henri Armengol (1884-1944)
- Les Cœurs qui se taisent, Jules Tallandier, 1933
- Le fils du bandit, Ferenczi & fils, 1933, roman dramatiqueillustré par Henri Manuel (1874-1947)
- Pour son petit, Ferenczi & fils, 1933, roman sentimentalillustré par Henri Manuel (1874-1947)
- Sans amour, Ferenczi & fils, 1933, roman d'amourillustré par Henri Manuel (1874-1947)
- Beauté et cruauté, Ferenczi & fils, 1934, roman dramatiqueillustré par Henri Manuel (1874-1947)
- Meurtrie, sauvée, aimée, Ferenczi & fils, 1934
- Les ronces du chemin, Ferenczi & fils, 1934, roman sentimentalillustré par Henri Manuel (1874-1947)
- Odile et Hélène, Éditions de la Jeune académie, 1935
- Contes, impressions, souvenirs, L'Action intellectuelle, 1936
- Le Secret d'une femme, Éditions René Debresse, 1937
- Amour coupable, Publications Georges Ventillard, 1938coll. Mon livre Préféré
- Amour doux et cruel, Éditions René Debresse, 1938
- Cœur de Bretonne, Publications Georges Ventillard, 1938coll. Mon livre préféré
- Jumelles, Éditions René Debresse, 1939
- Tante Jeanne, Éditions René Debresse, 1940
- Cœur en détresse, Mâcon, Protat frères, 1942
- Le Gros lot, Chantal, 1945coll. « Liseron bleu », no 3
- L'Amour de la terre, Mâcon, Protat frères, 1947
- L'Amour du pays, Mâcon, Protat frères, 1947
- Le larron d'honneur, Ferenczi & fils, 1953, roman d'amour
- Le Retour du prisonnier, Ferenczi & fils, roman dramatiqueLe Livre épatant, no  486

### Publications dans les journaux
Liste non exhaustive des journaux ayant publié des romans de Jeanne Moreau-Jousseaud sous forme de feuilletons, ou autres publications :
- Le Nouvelliste du Morbihan, « Jumelles[10] », 1939.
- Journal de Vienne et de l'Isère, « Le Secret d'une femme[7] », 1939.
- L'Impartial, « Tante Jeanne[11],[12] », 1940.
- Cherbourg-Éclair, « Le Choix du cœur[13] », 1941.
- Journal de Roanne, « Tante Jeanne[14] », 1941.
- Le Journal de Roubaix, « Jumelles[15] », 1942.
- La Liberté, « Maguilite[16],[17] », 1943.
- Le Courrier de l'Ain, « Un paysan du Mâconnais - Le Père Boutérand[18] », 1944. Il ne s’agit pas d’un feuilleton mais d’un hommage improvisé au Père Boutérand qui vient de décéder.
- Feuille d'avis de Neuchâtel (L’Express), « Cœur en détresse[19],[12] », 1945.
- La Sentinelle, « Cœur en détresse[20],[17] », 1945.
- La Sentinelle, « Jumelles[21],[17] »
- La Sentinelle, « Maguilite[22],[17] », 1950.